# Joe Cunningham (tennista)
Joseph Leverett Cunningham, detto Joe (Aberdeen, 26 febbraio 1867 – Temple, 27 luglio 1951), è stato un tennista statunitense.
Disputò il torneo di singolare di tennis ai Giochi olimpici di Saint Louis 1904, in cui fu sconfitto agli ottavi da Wilfred Blatherwick.